# 捷倫季伊夫卡
49°37′57″N 34°40′13″E / 49.63250°N 34.67028°E
捷倫季伊夫卡（烏克蘭語：Терентіївка），是烏克蘭的村落，位於該國中部波爾塔瓦州，由波爾塔瓦區負責管轄，處於帕西基夫卡附近，海拔高度86米，2001年人口数为699人。